# 請君
《请君》（英語：Thousand Years For You）是2022年播出的中国大陆奇幻仙侠爱情剧，由郑伟文指导，任嘉伦、李沁领衔主演，於2022年在9月15日在愛奇藝播出，海外则由IQIYI国际版播出。
台湾愛爾達影劇台于2023年9月15日播出该剧。

## 劇情簡介
三千年前，靈族在聖女雲羲（李沁 飾）與首領誅戎（賴藝 飾）的帶領下，自天外降落至人界九州。為取得九州生存空間，發動與人族的戰爭。雲羲於征戰中逐漸了解人間事，漸漸欲以靈、人兩族和平相處方式，來結束不必要的征戰。但誅戎不願意且遷怒於聖女雲羲，欲以奪取聖女雲羲體內元丹為目標，斬殺人族王子－陸炎將軍（任嘉倫 飾），聖女雲羲為了救治陸炎將軍，最終割離體內元丹，轉投入至陸炎將軍體內。最終陸炎將軍復活並順勢擊殺誅戎。此役結束後，靈、人兩族終達和平共處之勢態。陸炎將軍為了救活靈族聖女雲羲（凝聚靈識重生），自主封印於湖畔三千年。當三千年過後，雲羲在沒有記憶的狀態下甦醒（轉化為人族型態，名為于登登），無意間讓陸炎解封。兩人誤打誤撞地重新認識，聯手破除欲重新恢復實力的誅戎的陰謀。

## 演员列表

### 領銜主演
| 演員   | 角色 | 人物介紹                                                      |
| 任嘉伦 | 陸炎 | 古蜀國王子 / 千年将军 / 鑫記轎行東家 / 青泉寨當家寨主二房夫婿 |
| 李沁   | 登登 | 青泉寨當家寨主                                                |
| 李沁   | 云羲 | 靈族聖女，喜歡陸炎。                                          |

### 青泉寨
| 演員                | 角色         | 人物介紹                                                 |
| 昌隆 （主演）       | 彭大海（男） | 青泉寨當家寨主的跟班兼徒弟。只要喝酒就會變成女性。       |
| 孫子鈞 （主演）     | 彭大海（女） | 青泉寨當家寨主的跟班兼徒弟。彭大海喝酒變成女性時的模樣。 |
| 小沈阳 （特別主演） | 呂二         | 青泉寨二当家                                             |
| 黑子 （主演）       | 于瘫子         | 青泉寨老寨主 / 登登之養父                                |
| 黃小戈              | 母           | 于登登之養母，被衞都殺害。                                 |

### 南風寨
| 演員            | 角色   | 人物介紹                     |
| 陈希郡 （主演） | 顾北西 | 南風寨當家寨主，喜歡于登登。 |
| 劉君堯          | 萬里山 | 寨主的跟班                   |

### 靈族
| 演員                | 角色   | 人物介紹 |
| 宋文作 （主演）     | 阿鑫   | 雲羲與陸炎之下屬 / 鑫記轎行掌櫃 |
| 赖艺 （特邀出演）   | 诛戎   | 靈族首領（三千年前） |
| 曹曦月 （特邀出演） | 黑聖女 | 靈族聖女本心之惡念，與雲羲一體同根，極擅殺戮。三千年前因聖女感受到善與愛之意，自我封印在神樹之內。三千年後，被诛戎設計釋放脫離封印，開始實行殺戮大計，最終還是被聖女誅滅。 |
| 高雄 （特別主演）   | 崖叔   | |
| 李雅男              | 布老闆 | |

### 其他演员
| 演員                | 角色   | 人物介紹                                                   |
| 寇振海 （特別主演） | 張老爺 |                                                            |
| 丁嘉文              | 張少爺 |                                                            |
| 朱泳腾 （特別主演） | 白局長 | 鶯都警察局局長，後被凶牙寨殺死。                           |
| 吴明晶 （主演）     | 白十七 | 白局長的女兒，顧北西的未婚妻。在鶯都城多次幫助登登一行人。 |
| 王海洋              | 衞都   | 陸炎副將，殺害于登登母親之兇手。                           |
| 卢勇                | 縣長   |                                                            |

## 制作
該劇於2021年9月在横店开机，并于同年12月16日杀青。 

## 电视剧歌曲
| 《請君》電視劇原聲帶 | 《請君》電視劇原聲帶   | 《請君》電視劇原聲帶  | 《請君》電視劇原聲帶 | 《請君》電視劇原聲帶 | 《請君》電視劇原聲帶 |
| 曲序                 | 曲目                   |                       | 作曲                 | 编曲                 | 演唱                 |
| -------------------- | ---------------------- | --------------------- | -------------------- | -------------------- | -------------------- |
| 1.                   | 《吾》（片頭曲）       | 陸虎                  | 陸虎、吳劍中         | 余威                 | 任嘉倫               |
| 2.                   | 《有時無期》（主題曲） | 方羌羌                | 邓智伟               | 叶澍晖               | 張碧晨               |
| 3.                   | 《你是我唯一》（插曲） | Bryan（孙伟）         | 胡宸                 | 刘苏毅               | 陆虎                 |
| 4.                   | 《光年爱情》（插曲）   | Bryan（孙伟）、占逸君 | 胡宸                 | 刘苏毅               | 王靖雯               |

## 奖项与荣誉
| 年份   | 頒獎典禮                                 | 奖项           | 结果 |
| 2022年 | 國家廣播電視總局2022網絡視聽精品節目集錦 | 年度精品網絡劇 | 獲獎 |
| 2022年 | 2022愛奇藝尖叫之夜                       | 年度品質劇集   | 獲獎 |